# Deine Zärtlichkeiten
Deine Zärtlichkeiten ist ein deutscher Spielfilm aus dem Jahre 1969. Der Film entstand nach dem Roman Wie Bruder und Schwester und andere bittere Sachen von Esteban López, der auch das Drehbuch verfasste.

## Handlung
Die Geschwister Christine und Stefan sind aufgrund der Scheidung ihrer Eltern getrennt voneinander aufgewachsen und kannten sich bisher nicht. Erst als Erwachsene lernen sie sich kennen. Christine lebt in Barcelona, während Stefan bei der Mutter in Baden-Baden lebt. Bei einem Besuch von Christine in Baden-Baden kommen die beiden Geschwister sich näher. Christine ist sich bewusst, dass sie eine Beziehung eingeht, die unerlaubt ist und macht sich vor, dass es sich nur um ein sehr nahes Geschwisterverhältnis handelt und nicht um eine intime Liebesbeziehung. Sie ist hin- und hergerissen zwischen Abneigung und Zuneigung zum Bruder und geht auch andere Verhältnisse ein, um die Liebe zum Bruder zu verdrängen. Als sie sich letztendlich doch für die Beziehung entschließt, heiratet dieser die Schwedin Monika.

## Hintergrund
Die Dreharbeiten dauerten vom 5. Juni 1969 bis zum 21. Juli 1969. Drehorte waren außer Baden-Baden und Barcelona mit der dortigen Kathedrale noch Ibiza, Seeshaupt und München.
Die Regie an diesem Film hatte der österreichische Regisseur Herbert Vesely begonnen und Peter Schamoni hat die Regie von ihm während der Produktion übernommen. Die Uraufführung erfolgte am 6. November 1969 im Filmtheater am Lenbachplatz in München.

## Kritiken
- Lexikon des internationalen Films: Peter Schamonis zweiter Langfilm, eine Romanadaption ohne überzeugenden Wirklichkeitsbezug. Es regieren papierene Dialoge und schicke Bilder aus Baden-Baden, Barcelona, Ibiza.[1]

- Evangelischer Filmbeobachter (Kritik Nr. 495/1969): Nicht als tragische und lebendige seelische Randsituation geschildert, sondern eher aus der Distanz, als kühles, melancholisches literarisches Modell. Besonders bemerkenswert ist die perfekte Farbaufnahmetechnik. Für Erwachsene.